# Fortune Global 500 (2017)
Navigation
Fortune Global 500 (2016) Fortune Global 500 (2018)
Le Fortune Global 500 (2017) est le classement établi par le magazine économique américain Fortune des 500 plus grandes entreprises mondiales classées par leur chiffre d'affaires de 2016.

## Classement des entreprises ...

### … par CA
Le tableau ci-dessous présente les 10 plus grandes entreprises mondiales classées par chiffre d'affaires en 2016, selon le classement Fortune Global 500 publié en 2017 par le magazine Fortune. Les chiffres d'affaires sont exprimés en millions de dollars américains.
| Rang | Nom                                         | Siège social  | Pays         | Chiffre d'affaires (millions $) | Bénéfice (millions $) | Employés  | Branche                | Directeur général (CEO) | Évolution 2016 |
| ---- | ------------------------------------------- | ------------- | ------------ | ------------------------------- | --------------------- | --------- | ---------------------- | ----------------------- | -------------- |
| 1.   | Walmart                                     | Bentonville   | États-Unis   | 500 343                         | 9 862                 | 2 300 000 | Commerce de détail     | Douglas McMillon        | =              |
| 2.   | State Grid                                  | Pékin         | Chine        | 348 903                         | 9 533                 | 913 546   | Énergie                | Kou Wei                 | =              |
| 3.   | Sinopec                                     | Pékin         | Chine        | 326 953                         | 1 537                 | 667 793   | Pétrole et Gaz         | Wang Yupu               | =              |
| 4.   | China National Petroleum Corporation        | Pékin         | Chine        | 326 008                         | −690                  | 1 470 193 | Pétrole & Gaz          | Zhang Jianhua           | =              |
| 5.   | Royal Dutch Shell                           | La Haye       | Pays-Bas     | 311 870                         | 12 977                | 84 000    | Pétrole et Gaz         | Ben van Beurden         | +2             |
| 6.   | Toyota Motor Corporation                    | Toyota        | Japon        | 265 172                         | 22 510                | 369 124   | Automobile             | Akio Toyoda             | -1             |
| 7.   | Volkswagen                                  | Wolfsburg     | Allemagne    | 260 028                         | 13 107                | 642 292   | Automobile             | Matthias Muller         | -2             |
| 8.   | BP                                          | Londres       | Royaume-Uni  | 244 582                         | 3 389                 | 74 000    | Pétrole et Gaz         | Robert W. Dudley        | +3             |
| 9.   | ExxonMobil                                  | Irving        | États-Unis   | 244 363                         | 19 710                | 71 200    | Pétrole et Gaz         | Darren Woods            | =              |
| 10.  | Berkshire Hathaway                          | Omaha         | États-Unis   | 242 137                         | 44 940                | 377 000   | Finance                | Warren Buffet           | -2             |
| 11.  | Apple                                       | Cupertino     | États-Unis   | 229 234                         | 48 351                | 123 000   | Technologie            | Tim Cook                | -              |
| 12.  | Samsung Electronics                         | Suwon         | Corée du Sud | 211 940                         | 36 575                | 320 671   | Technologie            | Koh Dong-Jin            | -              |
| 13.  | McKesson                                    | San Francisco | États-Unis   | 208 357                         | 67                    | 68 000    | Bien-être              | John Hammergren         | -              |
| 14.  | Glencore                                    | Baar          | Suisse       | 205 476                         | 5 777                 | 82 681    | Mine                   | Ivan Glasenberg         | -              |
| 15.  | UnitedHealth Group                          | Minnetonka    | États-Unis   | 201 159                         | 10 558                | 260 000   | Assurance et Bien-être | Stephen Hemsley         | -              |
| 16.  | Daimler AG                                  | Stuttgart     | Allemagne    | 185 235                         | 11 863                | 289 321   | Automobile             | Ola Källenius           | -              |
| 17.  | CVS Health                                  | Woonsocket    | États-Unis   | 184 765                         | 6 622                 | 203 000   | Assurance & Pharmacie  | Larry J. Merlo          | -              |
| 18.  | Amazon                                      | Seattle       | États-Unis   | 177 866                         | 3 033                 | 566 000   | Commerce électronique  | Jeff Bezos              | -              |
| 19.  | EXOR                                        | Amsterdam     | Pays-Bas     | 161 677                         | 1 569                 | 307 637   | Finance                | John Elkann             | -              |
| 20.  | AT&T                                        | Dallas        | États-Unis   | 160 546                         | 29 450                | 254 000   | Télécommunication      | Randall Stephenson      | -              |
| 26.  | Banque industrielle et commerciale de Chine | Pékin         | Chine        | 153 021                         | 42 323                | 453 048   | Banque                 | Chen Si Qing            | -              |
| 29.  | Ping An Insurance                           | Shenzhen      | Chine        | 144 197                         | 13 181                | 342 550   | Banque                 | Ma Mingzhe              | -              |
| 31.  | China Construction Bank                     | Pékin         | Chine        | 138 594                         | 35 845                | 370 415   | Banque                 | Wang Hongzhang          | -              |
| 37.  | Verizon                                     | New York      | États-Unis   | 126 034                         | 30 101                | 155 400   | Telecommunications     | Hans Vestberg           | -              |
| 40.  | Agricultural Bank of China                  | Pékin         | Chine        | 122 366                         | 28 550                | 491 578   | Banque                 | -                       | -              |
| 46.  | Bank of China                               | Pékin         | Chine        | 491 578                         | 25 509                | 311 133   | Banque                 | Xiao Gang               | -              |
| 47.  | JPMorgan Chase & Co.                        | New York      | États-Unis   | 113 899                         | 24 441                | 252 539   | Banque                 | Jamie Dimon             | -              |
| 49.  | Gazprom                                     | Moscou        | Russie       | 111 983                         | 12 249                | 469 600   | Énergie                | Alexeï Miller           | -              |

Source : Fortune

### … par bénéfice
| Rang | Nom                                         | Bénéfice (millions $) |
| ---- | ------------------------------------------- | --------------------- |
| 1.   | Apple                                       | 48 351                |
| 2.   | Berkshire Hathaway                          | 44 940                |
| 3.   | Banque industrielle et commerciale de Chine | 42 323,70             |
| 4.   | Samsung Electronics                         | 36 575,40             |
| 5.   | China Construction Bank                     | 35 845,20             |
| 6.   | Verzion                                     | 30 101                |
| 7.   | AT&T                                        | 29 450                |
| 8.   | Agricultural Bank of China                  | 28 550,40             |
| 9.   | Bank of China                               | 25 509,20             |
| 10.  | JPMorgan Chase & Co.                        | 24 441                |

## Classement par pays
| Rang | Pays            | Nombre |
| ---- | --------------- | ------ |
| 1.   | États-Unis      | 126    |
| 2.   | Chine           | 120    |
| 3.   | Japon           | 52     |
| 4.   | Allemagne       | 32     |
| 5.   | France          | 28     |
| 6.   | Grande-Bretagne | 21     |
| 7.   | Corée du Sud    | 16     |
| 8.   | Pays-Bas        | 15     |
| 9.   | Suisse          | 14     |
| 10.  | Canada          | 12     |